# Delgado (El Salvador)
Delgado is een stad en gemeente in het Salvadoraanse departement San Salvador. Er zijn 128.000 inwoners.